# Jeannie Wilson
Jeannie Wilson (* 4. Februar 1947 in Memphis, Tennessee) ist eine US-amerikanische Schauspielerin.

## Leben
Wilson nahm in den 1960er Jahren an Schönheitswettbewerben teil und wurde 1968 zur Miss Texas gekürt, qualifizierte sich in der Folge jedoch nicht für die Wahl zur Miss USA. Mitte der 1970er Jahre begann sie ihre Schauspielkarriere, zunächst mit Gastrollen in verschiedenen Fernsehserien. 1985 erhielt sie eine der Hauptrollen der Actionserie Street Hawk neben Rex Smith und Joe Regalbuto; die Serie wurde jedoch bereits nach dreizehn Episoden eingestellt. Bekanntheit beim deutschsprachigen Fernsehpublikum erlangte sie als Staatsanwältin Janet Fowler in der Serie Simon & Simon. Zwar verließ sie die Serie nach der zweiten Staffel, sie hatte jedoch 1987 noch einmal eine Gastrolle und trat auch im auf der Serie basierenden Fernsehfilm auf.
Wilson ist seit 1980 mit dem Schauspieler Jack Lucarelli verheiratet.

## Filmografie
- 1974: Storyville
- 1976: Gemini Man (Miniserie, eine Folge)
- 1977: Handle with Care (Fernsehfilm)
- 1977: Die Sieben-Millionen-Dollar-Frau (The Bionic Woman, Fernsehserie, 2 Folgen)
- 1977: NBC Special Treat (Fernsehserie, eine Folge)
- 1977: Tabitha (Fernsehserie, eine Folge)
- 1978: Maude (Fernsehserie, eine Folge)
- 1978, 1980: Vegas (Vega$, Fernsehserie, 2 Folgen)
- 1978, 1983: Fantasy Island (Fernsehserie, 2 Folgen)
- 1979: B.J. und der Bär (B.J. and the Bear, Fernsehserie, eine Folge)
- 1979–1980: Ein Duke kommt selten allein (The Dukes of Hazzard, Fernsehserie, 2 Folgen)
- 1979, 1981: Sheriff Lobo (The Misadventures of Sheriff Lobo, Fernsehserie, d3 rei Folgen)
- 1980: Marriage Is Alive and Well (Fernsehfilm)
- 1980: House Calls (Fernsehserie, eine Folge)
- 1981: Zum Teufel mit Max (The Devil and Max Devlin)
- 1981–1987: Simon & Simon (Fernsehserie, 33 Folgen)
- 1983: Computer Kids (Whiz Kids, Fernsehserie, eine Folge)
- 1983–1984: Love Boat (The Love Boat, Fernsehserie, 2 Folgen)
- 1984: Das A-Team (The A-Team, Fernsehserie, eine Folge)
- 1985: Street Hawk (Fernsehserie, 12 Folgen)
- 1985–1986: Stir Crazy (Fernsehserie, 8 Folgen)
- 1986: Mord ist ihr Hobby (Murder, She Wrote, Fernsehserie, eine Folge)
- 1986: Schakale der Nacht (Jackals)
- 1987: California Clan (Santa Barbara, Fernsehserie, 4 Folgen)
- 1987: Inspektor Hooperman (Hooperman, Fernsehserie, eine Folge)
- 1989: Still the Beaver (Fernsehserie, 2 Folgen)
- 1990: Polizeibericht (Dragnet, Fernsehserie, eine Folge)
- 1990: Full House (Fernsehserie, eine Folge)
- 1995: Simon & Simon: In Trouble Again (Fernsehfilm)
- 2001: JAG – Im Auftrag der Ehre (JAG, Fernsehserie, eine Folge)
- 2010: Disrupt/Dismantle